# Legislatura Estatal de Utah
La Legislatura Estatal de Utah (en inglés: Utah State Legislature) es la legislatura estatal (órgano encargado del Poder legislativo) del estado de Utah, en Estados Unidos. Es un organismo bicameral, que comprende la Cámara de Representantes de Utah, con 75 representantes estatales, y el Senado de Utah, con 29 senadores estatales. No hay límites de mandato para ninguna de las dos cámaras.
La Legislatura se reúne en el Capitolio del Estado de Utah, en la capital, Salt Lake City . En 2020, los votantes aprobaron una enmienda a la constitución estatal que cambió la fecha de inicio legislativo de un cuarto lunes de enero por mandato constitucional a una fecha establecida por la ley estatal (lo que facilita el cambio de la fecha de inicio si es necesario). La ley estatal actual requiere que la fecha de inicio de la Legislatura del Estado de Utah sea el primer martes después del tercer lunes de enero para una sesión anual de 45 días.

## Descripción general
La Legislatura del Estado de Utah se reúne en el Capitolio del Estado de Utah, en Salt Lake City . Los republicanos tienen actualmente mayoría cualificada tanto en la Cámara de Representantes como en el Senado. Controlan la Cámara por un margen de 59–16 y el Senado por 23–6. El actual presidente del Senado es Stuart Adams y el presidente de la Cámara es Brad Wilson.
El estado está dividido en 29 distritos del Senado, cada uno de los cuales representa aproximadamente a 77.000 personas y la Cámara está dividida en 75 distritos de la Cámara, cada uno de los cuales representa aproximadamente a 29.800 personas. Los distritos del Senado se superponen a los distritos de la Cámara, lo que permite dos legisladores por cada distrito electoral en Utah.

### Términos
Los senadores son elegidos por un período de cuatro años y los representantes por un período de dos años. Todos los distritos de la Cámara estatal y la mitad de todos los distritos del Senado estatal se someten a elecciones cada dos años. Para ser elegible para el cargo de senador o representante estatal, una persona debe ser ciudadano de los Estados Unidos, tener al menos 25 años de edad, ser un votante calificado en el distrito del cual fue elegido y debe ser residente del Estado de Utah durante tres años y residente del distrito del que eligió durante seis meses antes de la elección. No hay limitaciones de plazo ni para la Cámara de Representantes de Utah ni para el Senado de Utah.

### Sesiones
La Sesión General anual tiene una duración de 45 días naturales, y se reúne desde el cuarto lunes de enero. La Sesión General debe concluir antes de la medianoche del día 45 de acuerdo con la Constitución del Estado de Utah. El Gobernador puede por proclamación convocar a la Legislatura en Sesión Especial, para tramitar asuntos legislativos, pero ningún asunto legislativo puede llevarse a cabo excepto lo expresado en la proclamación u otros asuntos legislativos sobre los que el Gobernador deberá llamar la atención. Estas sesiones especiales, excepto en los casos de juicio político, no pueden exceder los 30 días calendario.  La Cámara podrá reunirse con el propósito de un juicio político si dos tercios de los miembros están a favor de la convocatoria para ese propósito. El Presidente de la Cámara determinará mediante votación si hay un número suficiente de miembros para convocar una Sesión de Acusación fuera de la Sesión General. Si la Cámara destituye a un funcionario, el Senado debe reunirse para intentar ese juicio político.

## Historia

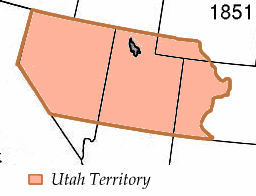
Territorio de Utah en 1851.

### Asamblea Territorial de Utah
El Territorio de Utah fue establecido por una ley del Congreso el lunes 9 de septiembre de 1850 que preveía un gobierno territorial compuesto por un gobernador territorial elegido cada cuatro años, una Asamblea territorial con un consejo de 13 miembros elegido cada dos años y 26 miembros de la Cámara de Representantes elegidos anualmente, y un Poder Judicial territorial conformado por una Corte Suprema, Tribunales de Distrito, Tribunales de Sucesiones y Jueces de Paz. La creación del Territorio de Utah fue parte del Compromiso de 1850, que buscaba preservar el equilibrio político de poder entre los estados esclavistas y libres.
Tras la organización del territorio, Brigham Young fue investido como primer gobernador el domingo 9 de febrero de 1851 y la primera asamblea territorial se reunió el lunes 22 de septiembre de 1851. El cuerpo legislativo del Territorio de Utah continuó actuando hasta 1896 con la aprobación exitosa de la Constitución de Utah, cuando Utah logró obtener la condición de estado. El primer presidente del Senado Territorial de Utah fue Willard Richards y el primer Presidente Territorial de la Cámara fue William Wines Phelps. En 1870, la duración del mandato de un Representante se amplió a dos años, y en 1896 el Consejo Territorial de Utah se convirtió en el Senado de Utah con un mandato de cuatro años.

### Peticiones de estadidad

Los límites del estado provisional de Deseret (línea punteada) según lo propuesto en 1849. El área del Territorio de Utah organizada en 1850 está sombreada en azul.

Utah solicitó por primera vez la condición de estado a partir de 1849, y se convocó una convención constitucional para redactar una Constitución estatal para un estado propuesto de Deseret el 8 de marzo de 1849 que se celebraría en Salt Lake City. La Cámara de Representantes y el Senado de Estados Unidos rechazaron el estado propuesto y siguieron el rechazo creando el Territorio de Utah. No pasaron otros seis años antes de que la Quinta Legislatura Territorial aprobara una ley el 10 de diciembre de 1855 que establecía una convención constitucional para hacer un segundo intento de convertirse en Estado. Esta segunda convención constitucional se celebró el 17 de marzo de 1856 en Salt Lake City y se elaboró un proyecto de constitución que posteriormente fue rechazado por el Congreso de los Estados Unidos.
Se celebró una tercera convención constitucional el 20 de enero de 1862 en Salt Lake City, y se redactó un proyecto de constitución que posteriormente se presentó al Congreso de los Estados Unidos, el cual rechazó la petición de estadidad. La Vigésima Legislatura Territorial el 31 de enero de 1872 convocaría a una cuarta convención constitucional y nuevamente solicitó al Congreso la estadidad, pero este esfuerzo también fracasó y no fue hasta abril y mayo de 1882 que se realizó un quinto y último intento de estadidad antes de la aprobación del Congreso. la Ley de habilitación de Utah en 1894.
El Territorio de Utah procedió a celebrar una convención constitucional el 4 de marzo de 1895, que finalizó el 6 de marzo de 1895 y la Constitución propuesta fue ratificada por los votantes el martes 5 de noviembre de 1895. La primera elección también se llevó a cabo en este día y se eligieron funcionarios estatales. La Primera Legislatura del Estado de Utah se reunió el 13 de enero de 1896 y procedió a realizar el negocio de organizar el estado.

## Estructura y organización
La Legislatura de Utah es un órgano partidista bicameral compuesto por una cámara baja que es la Cámara de Representantes de Utah con 75 miembros, y una cámara alta que es el Senado de Utah, con 29 miembros.   Los senadores estatales sirven términos de cuatro años con la mitad de los escaños en el Senado de Utah que se elevan cada dos años y los representantes estatales sirven términos de dos años y todos los escaños en la Cámara de Utah se elevan cada dos años.   Cada organismo elige su propio liderazgo y es responsable de determinar sus propias reglas de procedimiento.
Los miembros de ambas cámaras de la Legislatura de Utah son elegidos sobre una base partidista y llevan a cabo sus procedimientos, incluidas las elecciones de liderazgo de acuerdo con la membresía en una asamblea partidista . Actualmente, el estado de Nebraska es el único estado en los Estados Unidos que se elige y se lleva a cabo de manera no partidista.
En 2016, el 88 por ciento de los miembros de la legislatura de Utah estaban afiliados a La Iglesia de Jesucristo de los Santos de los Últimos Días .

### Comités y liderazgo
El Senado de Utah elige a un Presidente del Senado y la Cámara de Utah elige a un Presidente, y cada grupo de partido político en ambas cámaras elige el liderazgo del partido, incluido un líder de la mayoría, el látigo de la mayoría y el látigo de la mayoría asistente por el grupo con la mayoría de los miembros en esa cámara. La bancada del partido minoritario elige a un líder de la minoría, un látigode la minoría, un látigo asistente de la minoría e incluye una posición de liderazgo adicional de gerente de la bancada de la minoría para compensar al presidente de la Cámara de Representantes y al presidente del Senado, quienes tradicionalmente son miembros de la bancada de la mayoría pero son elegidos por el todos los miembros de sus respectivos órganos.
Los comités legislativos cumplen una función importante en el proceso legislativo, ya que la mayoría del debate y la discusión de un proyecto de ley se realiza en comité y los comentarios del público generalmente se aceptan en este punto del proceso del proyecto de ley. Se pueden hacer enmiendas al proyecto de ley y recibir más consideración de lo que se le daría en el piso de cualquier cámara legislativa. Utah tiene tres tipos de comités legislativos, estos son: subcomités de asignaciones, comités permanentes y comités interinos.

#### Subcomités de apropiaciones
Hay ocho subcomités de asignaciones formados por miembros tanto de la Cámara de Representantes de Utah como del Senado de Utah. Estos subcomités son responsables de revisar una sección del presupuesto y las solicitudes de apropiaciones. Al final de esta revisión, los subcomités envían su porción del presupuesto y una lista recomendada de asignaciones priorizadas al Comité Ejecutivo de Asignaciones, que está compuesto por líderes del partido de ambas cámaras. Todas las modificaciones al presupuesto, incluidas todas las asignaciones, son aprobadas por este comité, que luego se convierten en el llamado "Proyecto de ley" al final de la sesión.

#### Comités permanentes
Hay once comités permanentes del Senado de Utah y quince comités permanentes de la Cámara de Representantes de Utah. Un comité permanente puede tomar las siguientes acciones en un proyecto de ley después de que se asigna al comité: enmendar el proyecto de ley, retener el proyecto de ley, presentar el proyecto de ley, devolver el proyecto de ley al Comité de Reglas del Senado, sustituir el proyecto de ley, votar el proyecto de ley fuera del comité con una recomendación favorable, o votar el proyecto de ley fuera del comité con una recomendación desfavorable.

#### Comités interinos
Los comités interinos cumplen esencialmente las mismas funciones como comisiones permanentes y está diferenciado de comisiones permanentes en aquel  conocen durante el interinos entre sesiones legislativas para hablar facturas, para estudiar asuntos, y para recomendar facturas para consideración. Los comités interinos pueden tomar las mismas acciones en una factura como comisión permanente.